# Peter von Richarz

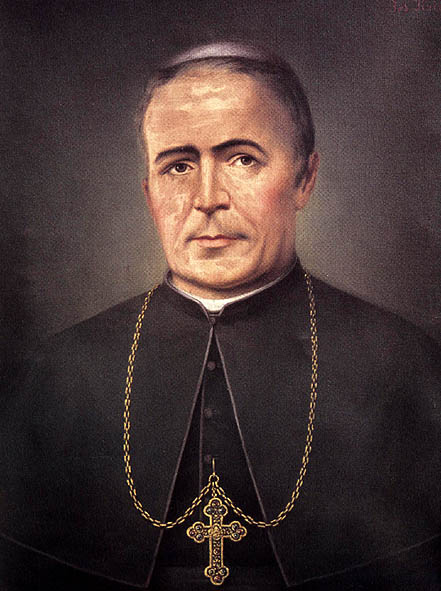
Peter von Richarz, zeitgenössisches Gemälde im bischöflichen Ordinariat Speyer

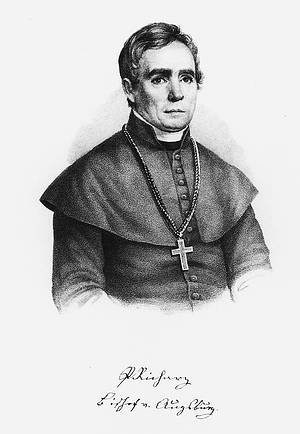
Peter von Richarz als Bischof von Augsburg, zeitgenössische Lithographie

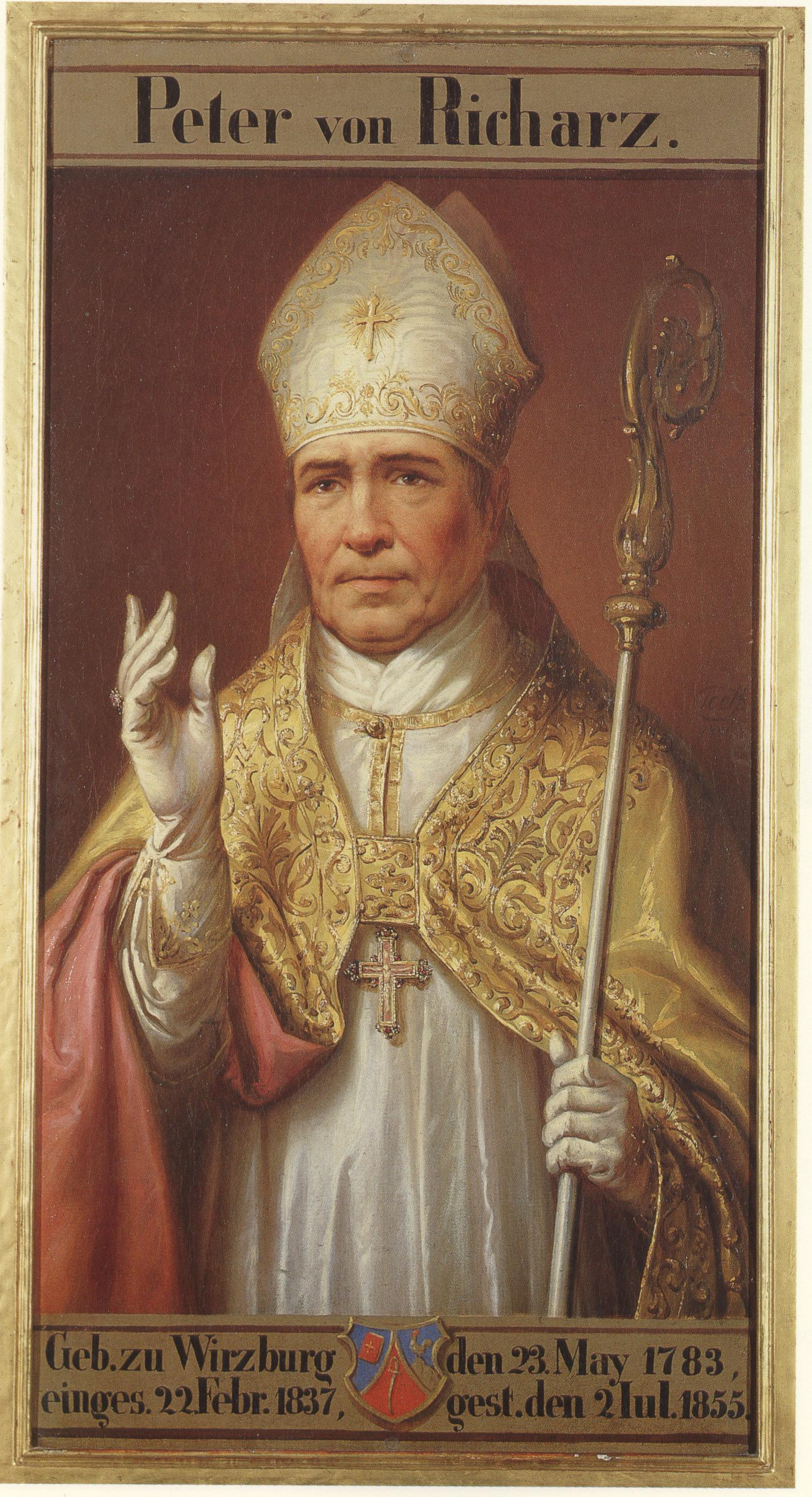
Peter von Richarz als Bischof von Augsburg.

Peter Richarz, seit 1835 von Richarz (* 23. Mai 1783 in Würzburg; † 2. Juli 1855 in Augsburg) war Theologe, Priester, Schul- und Hochschullehrer sowie Oberbibliothekar in Würzburg, von 1835 bis 1836 Bischof der römisch-katholischen Diözese Speyer und von 1836 bis 1855 Bischof von Augsburg.

## Leben
Peter Richarz wurde am 23. Mai 1783 als Sohn des aus Bonn stammenden Corporals bei den fürstbischöflichen Husaren, Peter Richarz und dessen Ehefrau Katharina geb. Zollmann, in Würzburg geboren. Der Vater verstarb früh. Nach der Schulzeit in Würzburg und Bamberg besuchte der Junge ab 1800 die Universität Bamberg. 1802 trat er in das Geistliche Seminar Würzburg ein. Dort erhielt er am 11. April 1807 die Priesterweihe. Nach kurzer Tätigkeit als Kaplan in Haßfurt und als Erzieher im Hause des Freiherrn von Bechtolsheim in Würzburg wurde er 1809 Gymnasiallehrer in Würzburg. Ab 1817 hielt er als Professor Vorlesungen über Klassische Philologie an der Würzburger Universität; mehrmals war er Dekan der Philosophischen Fakultät, von 1829 bis 1830 Rektor der Universität und dort auch seit 1832 Oberbibliothekar. Als solcher stellte er 1833 sein Patenkind, den Geistlichen und späteren Bayerischen Landtagsabgeordneten Anton Ruland, als Bibliothekar dort an. Wenig später wurde er Leiter des Schulreferats im Untermainkreis.
König Ludwig I. ernannte Richarz am 23. März 1835 zum Bischof von Speyer; zugleich erhob er ihn in den Adelsstand. Die Bischofsweihe empfing er am 1. November 1835 in Bamberg von Erzbischof Joseph Maria von Fraunberg. Als Mitkonsekratoren fungierten Bischof Adam Friedrich Groß zu Trockau aus Würzburg und Weihbischof Bonifaz Kaspar von Urban aus Regensburg.
In seiner Neueren Geschichte der Bischöfe von Speyer beschreibt ihn Franz Xaver Remling wie folgt:

„Ein großer hagerer Mann mit länglichem, kräftig gezeichnetem Gesichte, hoher Stirn, dichtem, schwarzem Haupthaar, starken Augenbrauen, von ernstem, etwas düsterem Aussehen, welches jedoch beim Sprechen freundlich gemildert wurde. Er erwies stets unermüdlichen Fleiß, ungemein klaren und hellen Verstand, unerschütterliche Willenskraft, große Menschenkenntnis und umsichtige Klugheit … Seine ganze Haltung, sein ruhiges bemessenes Sprechen, bei welchem man aus den vielen eingestreuten Erläuterungen leicht den langjährigen Hochschullehrer erkennen konnte, flößte unwillkürlich Achtung und Ehrfurcht ein.“

Richarz legte von Anfang an großes Engagement an den Tag. An Weihnachten 1835 predigte er persönlich auf der Domkanzel und war damit seit Menschengedenken der erste Speyerer Bischof der dies wieder selbst tat und es nicht anderen Geistlichen überließ. Unermüdlich bereiste er die Diözese, um zu firmen und zu visitieren. Die innigste Freundschaft schloss er mit den Domkapitularen Nikolaus Weis und Johann Jakob Geissel, seinen beiden Nachfolgern im Bischofsamt; besonders mit Geissel blieb er zeitlebens eng befreundet und schlug ihn gegenüber dem König auch als seinen von ihm gewünschten Nachfolger vor.
Trotz beiderseitigen guten Willens kam es immer wieder zu Kontroversen mit dem Domkapitel, besonders über die Frage der Mischehen, wo der Bischof eine eher milde Haltung einnahm. Auch der Diözesanklerus nahm an manchen Maßregeln des Oberhirten Anstoß, etwa daran, dass er bei Pfarrvisitationen nie als Gast des Pfarrers im Pfarrhaus abstieg, sondern stets in einem Gasthaus. Richarz wollte sich damit eine gewisse Distanz wahren, um gegebenenfalls auch den Pfarrer gehörig maßregeln zu können, was ihm als dessen Gast schwerergefallen wäre. Misstrauisch betrachtete man auch sein Gebaren, bei den Visitationen, ohne Zuziehung der Ortspfarrer, alleine mit den Pfarrangehörigen und Kirchenvorständen, den Laien, zu sprechen, da er über das Verhalten seiner Geistlichen stets die volle Wahrheit erfahren wollte. So blieben Reibereien nicht aus, und das Verhältnis des Pfälzischen Klerus zum Fränkischen Oberhirten litt deutlich.
Sowohl der Bischof als auch die Regierung wollten Zustände wie unter den beiden ebenfalls nicht-pfälzischen Vorgängern Matthäus Georg von Chandelle und Johann Martin Manl verhindern. Richarz bewarb sich 1836 um den gerade vakant gewordenen Bischofsstuhl Augsburg und König Ludwig I. stimmte sofort zu. Der Staatsminister für Innere- und Kirchenangelegenheiten Theodor von Zwehl resümierte über die Ursachen: „Weil die Erfahrung gelehrt hat, wie der Pfälzische Klerus jeden Exdiözesanen (von außerhalb der eigenen Diözese) als Eindringling zu verunglimpfen sich erlaubt.“
Ludwig I. ernannte Peter von Richarz am 20. September 1836 zum Bischof von Augsburg und berief ihn in die Kammer der Reichsräte, der er bis 1849 angehörte. Richarz war sehr kunstsinnig und wohltätig; als Mitglied der Kammer der Reichsräte ein königstreuer Gegner des Liberalismus. Er trat entschieden für die Rechte der Kirche ein und trug wesentlich zur Konsolidierung des Verhältnisses zwischen Staat und Kirche bei. Der Bischof starb am 2. Juli 1855 in Augsburg. Unmittelbar nach seinem Tod wurde eine Totenmaske abgenommen; seine Leiche wurde daraufhin einbalsamiert und auf einem Paradebett bis zum feierlichen Leichenzug durch die Innenstadt zur Kondolierung aufgebahrt. Er wurde im dortigen Dom beigesetzt.
Peter von Richarz unterhielt eine Freundschaft mit Professor Franz von Berks und dessen Familie, ebenso war er mit dem späteren Münchner Erzbischof Anton von Steichele befreundet, der in dieser Familie als Hauslehrer wirkte und später Richarz’ Sekretär in Augsburg wurde. Das besondere Vertrauen von Bischof Richarz besaß sein Generalvikar Anton Mätzler aus Vorarlberg (1780–1857).
Am 6. August 1852 weihte Bischof Richarz im Augsburger Dom den späterhin berühmten Naturheilkundigen Sebastian Kneipp zum Priester.